# 대한궁도협회
대한궁도협회(大韓弓道協會, Korea National Archery Association, KNAA)는 대한민국의 궁도 종목 행정을 총괄하는 스포츠 행정 기구이다. 2016년 2월 29일에 전국궁도연합회와 통합했다.

## 주요 연혁
- 1922년 7월 11일: 조선궁술연구회 발족(황학정)
- 1926년 5월 20일: 조선궁술연구회를 조선궁도회로 개칭.
- 1946년 2월 10일: 조선궁도회 부활.
- 1948년 8월 25일: 대한궁도협회 개칭.
- 1954년: 대한체육회 발족. 대한궁도협회 정식 가맹 단체로 가입.
- 1962년 3월: 양궁 도입.
- 1963년 7월: 27일 국제양궁연맹(FITA)에 정식 회원국으로 가입.
- 1983년 3월: 대한궁도협회에서 분리하여 대한양궁협회 결성.

## 참고 문헌
- 〈대한궁도협회〉. 《두피디아》. 두산.
- 〈대한궁도협회〉. 《한국민족문화대백과사전》. 한국학중앙연구원.
- 〈대한궁도협회〉. 《네이버 기관단체사전》. 굿모닝미디어.
- 이태신 (2000). 〈대한궁도협회〉. 《체육학대사전》. 민중서관.
- “대한체육회 회원종목단체 경영공시”. 대한체육회.

## 같이 보기
- 전국궁도연합회
- 대한장애인궁도협회